# Militarizarea spațiului
Militarizarea spațiului este procesul de transfer și de dezvoltare a tehnologiei militare și a armamentului în afara spațiului terestru. Este un concept mai vechi dar care a devenit viabil după cel de-al doilea război mondial, datorită progreselor considerabile înregistrate în tehnologiile de explorare a spațiului. Războiul Rece, „cursa spațială” și concurența dintre cele două superputeri militare, Statele Unite ale Americii și URSS, a constituit principalul motor pentru dezvoltarea conceptului și pentru implemnetarea primelor măsuri de militarizare a spațiului extraterestru. Sateliții spion, rutele suborbitale ale rachetelor dotate cu focoase nucleare sau GPS-ul sunt doar câteva dintre aplicațiile militare desfășurate în spațiu. După cum afirma în 1961, fostul președinte american Lyndon Johnson, „controlul spațiului înseamnă controlul asupra întregii lumi”. Controlul total asupra spațiului orbitei terestre implică posibilitatea de a monitoriza orice activitate desfășurată pe pământ sau de a ataca cu precizie orice punct de pe glob, în timp real. Miza politică și militară ridicată împiedică eforturile de interzicere completă a activităților care vizează direct sau indirect militarizarea spațiului.
Cadrul legal internațional care reglementează spațiul extraterestru este „Tratatul spațiului extra-atmosferic”, depozitat de Statele Unite, Marea Britanie și Uniunea Sovietică în 1967 și ratificat de 98 de țări. Printre principiile fundamentale ale tratatului se numără și interzicerea de a plasa pe orbita terestră sau în afara ei, pe Lună sau pe orice alt corp ceresc, arme nucleare sau orice alte arme de distrugere în masă. Este interzisă în mod expres utilizarea spațiului pentru testarea de arme, efectuarea de manevre militare sau instalarea de baze militare.
Pentru a contracara tendințele de militarizare a spațiului, în ultimii ani a fost propus un nou cadru legal, mai restrictiv - „Tratatul pentru protejarea spațiului” (engleză Space Preservation Treaty), un tratat care să interzică orice armă spațială și să creeze o agenție internațională care să monitorizeze toate activititățile legate de spațiu. Mai multe țări, printre care Rusia sau China, au cerut interzicerea completă a folosirii spațiului în scopuri militare, datorită riscului extrem de ridicat de a porni o nouă cursă pentru înarmare. Statele Unite nu au susținut acest tratat. O inițiativă legislativă americană similară, Space Preservation Act, a căzut la vot de mai multe ori în Camera Reprezentanților.